# Спонтини, Гаспаре
Га́спаре Луи́джи Пачи́фико Спонти́ни (итал. Gaspare Luigi Pacifico Spontini; 14 ноября 1774, Майолати, провинция Анкона — 24 января 1851, там же) — итальянский композитор, автор опер, кантат, месс и других музыкальных сочинений; один из основоположников жанра большой оперы. Член Прусской (1833) и Парижской (1839) академий искусств.

## Биография
Гаспаре Спонтини — выходец из крестьян. Музыкальное образование он получил в одной из неаполитанских консерваторий, «Пьета-деи-Туркини», где учился у Никола Сала. Позднее занимался композицией у Никколо Пиччини.
В 1796 году написал комическую оперу «Женское упрямство» (итал. La Puntiglie delle Donne), которая была поставлена в Риме с огромным успехом, и затем ещё 14 опер-буффа и опер-сериа в стиле Доменико Чимарозы, также имевших успех — для Рима, Неаполя, Флоренции, Венеции.
В 1803 году переехал в Париж, где пользовался поддержкой императорской (до декабря 1804 года — консульской) четы, в первую очередь, Жозефины Богарне. Успех композитору принесли постановки таких опер, как «Мильтон» (1804) и «Весталка» (1805, поставлена в 1807), которая считается его лучшим произведением. После постановки оперы «Фернан Кортес, или Завоевание Мексики» в 1809 году занял место директора Итальянской оперы в Париже, которое занимал с 1810 по 1812 год. С 1814 года он — придворный композитор.
Премьера оперы «Олимпия» по одноимённой трагедии Вольтера, состоявшаяся в Королевской академии музыки 22 декабря 1819 года, особого успеха не имела, так как публике не понравился печальный финал.
Прусский король Фридрих Вильгельм III, посетивший Париж после окончания войны с Наполеоном, был очарован музыкой Спонтини и настойчиво добивался его переезда в Берлин. С 1820 года Спонтини — музыкальный директор Берлинской оперы. В 1821 году он представил здесь новую редакцию «Олимпии», вариант со счастливой развязкой был посвящён прусскому королю Фридриху Вильгельму III.
В Берлине Спонтини писал пьесы по различным торжественным поводам. Он покинул Берлин и вернулся в Италию в 1841 году после смерти своего покровителя, короля Фридриха Вильгельма III, а также из-за протеста немецкой публики, вызванного его непониманием нового направления в немецком оперном искусстве.

## Творчество
Произведения Спонтини отличаются возвышенностью, страстностью, несут в себе черты романтизма. Его героические оперы блестящи и торжественны. Композитор экспериментировал с расположением оркестра, помещая музыкантов для создания разных эффектов в том числе и за сцену; он впервые использовал на сцене военный оркестр.
Спонтини оказал серьёзное влияние на зарождение французской «большой оперы». Влияние его музыки можно обнаружить в творчестве таких композиторов, как Россини, Мейербер, а также в ранних сочинениях Вагнера (например, в опере «Риенци»).

## Оперы
Постановки в Париже
- «Мильтон[англ.]» — опера, посвящённая Джону Милтону по либретто Этьена де Жуи и Мишеля Дьёлафуа[фр.], 1804
- «Жюли, или Горшок цветов[нем.]» — одноактная комическая опера, 1805.
- «Весталка», по либретто Этьена де Жуи и Мишеля Дьёлафуа[фр.], 1807
- «Фернан Кортес, или Завоевание Мексики[англ.]», 1809 (2-я ред. — 1817)
- «Два соперника», 1816
- «Олимпия[англ.]», 1819
- «Нурмахаль, или Праздник роз в Кашмире», 1822 (переделана из оперы «Лалла Рук»)
- «Альцидор», 1825
- «Агнесса фон Гогенштауфен[англ.]», 1829